# Cofana grisea
Cofana grisea är en insektsart som först beskrevs av Evans 1955.  Cofana grisea ingår i släktet Cofana och familjen dvärgstritar. Inga underarter finns listade i Catalogue of Life.